# Саммерс, Энджел
Э́нджел Са́ммерс (англ. Angell Summers; род. 29 мая 1987 года, Шартр, Франция) — французская порноактриса.

## Биография
Энджел Саммерс родилась в Шартре (Франция) 29 мая 1987 года. В начале 2007 года она начала работать моделью и танцевала стриптиз. В мае 2008 года дебютировала в порноиндустрии. В 2009 году она выиграла награду Hot d'Or в категории «Лучшая французская старлетка», а в 2011 году награду SHAFTA в категории «Лучшая иностранная актриса». Кроме работы в порноиндустрии Саммерс снялась в телевизионном сериале Q.I. и вела разговорное шоу о сексуальности на Fun Radio. Кроме того Энджел организовала компанию Climax. В сентябре 2013 года Саммерс объявила об уходе из порноиндустрии. За свою карьеру успела сняться в более чем 80 порнофильмах.

## Премии и номинации
| Год  | Премия        | Категория                    | Прим. |
| ---- | ------------- | ---------------------------- | ----- |
| 2009 | Hot d'Or      | Лучшая французская старлетка | [ 5 ] |
| 2011 | SHAFTA Awards | Лучшая иностранная актриса   | [ 6 ] |

## Фильмография
- Amazing Asses 2
- My Wife’s Hot Friend 18
- Totally Loaded
- French Angels
- Babysitter 6
- Scandale dans la famille
- Ghborhood Swingers 6
- High Heels and Panties 2
- Dairyere The Moovie
- Buttman’s Stretch Class 12